# Rio Amaradia (Dolj)
O Rio Amaradia é um rio da Romênia afluente do rio Jiu, localizado nos distritos de Gorj e Dolj.